# Johann Daniel Symanski
Johann Daniel Symanski (* 8. September 1789 in Königsberg i. Pr.; † 25. März 1857 in Berlin) war ein deutscher Jurist, Journalist und Literat.

## Leben
Symanski studierte ab 1807 an der Albertus-Universität Königsberg Rechtswissenschaft. Schon damals war er literarisch tätig. 1813 trat er in das Ostpreußische National-Kavallerie-Regiment. Ab 1817 war er Expedient beim Medizinalstab der Preußischen Armee. Trotz dieser Stellung gab er demokratische Zeitschriften heraus. Die Leuchte, Zeitblatt für Wissenschaft, Kunst und Leben, fortgesetzt als Der Freimüthige für Deutschland, wurde 1820 verboten. Symanski veröffentlichte auch Gedichte in mehreren Sammlungen. Als Mitglied der Berliner Freimaurerloge Zum flammenden Stern schrieb er zahlreiche freimaurerische Lieder und Kantaten.